# O Exorcista (livro)
O Exorcista é o título de um romance de terror, escrito pelo autor estadunidense William Peter Blatty, publicado pela editora americana Harper & Row e lançado originalmente em 1971. O livro conta a história de Regan MacNeil, uma garota de 12 anos que é possuída pelo demônio. Há boatos de que a história do livro seja baseada no real caso de Exorcismo de Roland Doe. Em 1973, o livro virou um filme de grande sucesso, dirigido por William Friedkin.

## Suposta base real
O livro é inspirado nos registros de um suposto caso real, realizado em Mount Rainier, no estado de Maryland. O jornal The Washington Post e supostamente outros periódicos locais relataram o discurso de um padre feito numa sociedade de parapsicologia amadora, na qual este teria afirmado haver exorcismado um demônio em um menino de 13 anos de idade chamado Ronald, cujo sofrimento durou cerca de seis semanas, e terminado em 19 de abril de 1949.
Em 1999 o repórter Mark Opsasnick contestou as afirmações de que um exorcismo teve lugar em Mount Rainier. Escrevendo para o Strange Magazine, contou sua pesquisa num artigo detalhado em que mostra que uma investigação sobre os fatos reais que serviram de base para o romance de horror. Intitulado "The Haunted Boy of Cottage City: the Facts Behind the Story that Inspired the Exorcist" (O menino assombrado de Cottage City: os fatos por trás da história que inspirou "O Exorcista", em livre tradução) o artigo diz ter sido em Cottage City o local real dos fatos. Realizou uma entrevista com o padre Walter Halloran, que tinha auxiliado no exorcismo e que "...não houve xenoglossia (ou algo imitando o latim), não houve alteração na voz, sem força prodigiosa, sem vômitos ou urinação..." A conclusão que Opsasnick chegou foi que o garoto de 14 anos não estava realmente sob uma possessão diabólica.

## Enredo

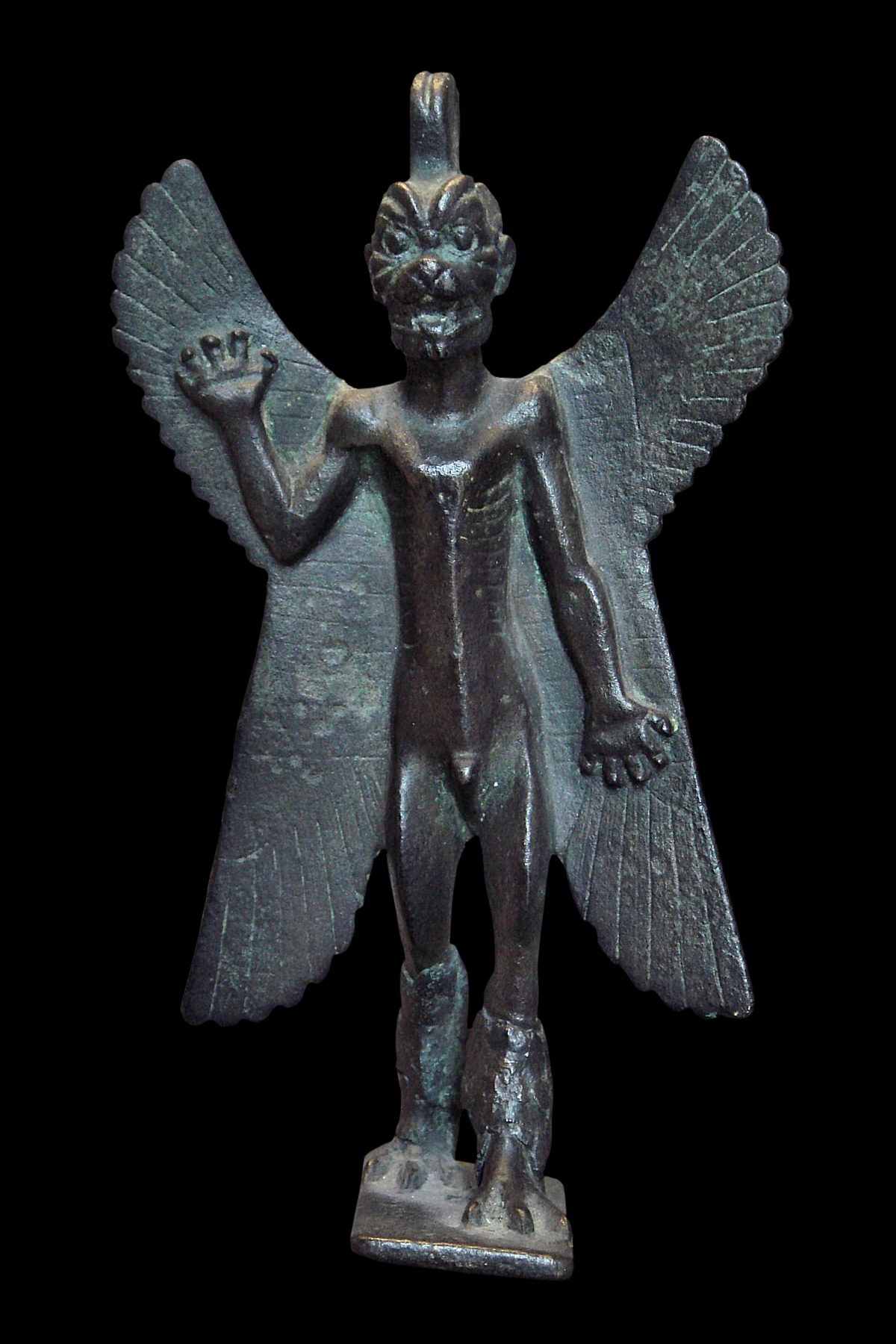
Estatueta de Pazuzu, Louvre

Um idoso jesuíta chamado Padre Merrin lidera um escavação arqueológica no norte do Iraque a fim de estudar antigas relíquias. Em seguida à descoberta de uma estatueta do demônio Pazuzu, um semideus da cultura suméria real, e uma moderna medalha de São José se justapõem curiosamente, promovendo uma série de presságios que alertam o religioso de que em breve terá um confronto com um mal poderoso que ele, até então desconhecido pelo leitor, havia enfrentado antes, num exorcismo feito na África.
No mesmo momento em que esses fatos se dão no Oriente Médio, em Georgetown uma menina chamada Regan MacNeil, que mora com a mãe, uma famosa atriz chamada Chris, fica inexplicavelmente doente. Depois de uma série gradual de distúrbios de poltergeist, a garota apresenta perturbadoras alterações físicas e psíquicas, aparentando estar possuída por um espírito demoníaco.
Após fracassados tratamentos médicos e psiquiátricos, a mãe de Regan volta-se para um jesuíta local, padre Damien Karras, que também é psiquiatra, que naquele momento atravessava um conflito íntimo de falta de fé, provocada pela perda recente da mãe. Num primeiro momento, o padre analisa a doente de acordo com a ciência, resistindo à ideia de que se tratava duma real possessão. Após alguns encontros com a menina, já estando ela totalmente dominada pela personalidade diabólica, ele solicita ao bispo local permissão para realizar a cerimônia de exorcismo.
O bispo realiza então uma consulta ao abade jesuíta de Georgetown, após a qual nomeia o experiente Merrin, recentemente chegado aos Estados Unidos, para realizar o ato religioso e permite que o descrente Karras possa ajudá-lo. Tem início então uma série de confrontos entre o demônio e os sacerdotes, que implicam grande desgaste físico e espiritual. O padre Merrin acaba morrendo, o que leva Karras a, numa restauração da própria fé, dar a própria vida para salvar Regan.

## No Brasil
A obra foi lançada no Brasil em 1972, pela editora Nova Fronteira, de Carlos Lacerda. Seu enorme sucesso fez com que os lucros obtidos pudessem patrocinar o lançamento da primeira edição do Dicionário Aurélio. Foi traduzida por Milton Persson.

## Repercussão
Segundo pesquisa do Instituto do Livro Espanhol, o livro (em versão traduzida em espanhol) figurou em oitavo lugar na lista dos dez mais vendidos na Espanha no ano de 1975.